# Per te/Il mio fiore nero
Per te/Il mio fiore nero è l'11° 45 giri di Patty Pravo,pubblicato nel 1970 dalla casa discografica RCA.

## Accoglienza
Il singolo raggiunse l'undicesima posizione delle hit parade il 25 giugno e risultò il 50° più venduto del 1970.

## I brani

### Per te
Per te è il terzo brano scritto da Mogol e Battisti per la cantante; fu arrangiato da Paolo Ormi e la sua orchestra con i "4+4" di Nora Orlandi. 
Col brano, Patty Pravo partecipò a Canzonissima 1970, esibendosi il 17 ottobre.
Del brano si conosce anche la versione in lingua spagnola Por Ti, oltre ad una prima registrazione con arrangiamento differente, incisa tra settembre e ottobre 1969 in lingua italiana.
Il brano fu incluso nell'album Patty Pravo.

### Il mio fiore nero
Il mio fiore nero è una cover del brano Girlie dei Peddlers del 1970, scritta da Roy Philips (tastierista dei Peddlers) e tradotta in italiano da Franco Migliacci.
Del brano si conosce anche la versione in lingua spagnola Mi Flor Negra.
Il brano fu incluso nell'album Patty Pravo.
Nello stesso anno venne inciso anche da Lucio Dalla nel suo album Terra di Gaibola.

## Tracce
Lato A
1. Per te - 3:25

Lato B
1. Il mio fiore nero - 2:51